# Eugenio Staccione
Eugenio Staccione (Torino, 14 aprile 1909 – Torino, 5 maggio 1967) è stato un calciatore italiano, di ruolo portiere.
Negli almanacchi sportivi viene anche riportato come Staccione II, per distinguerlo dal fratello Vittorio Staccione (I) anche lui calciatore nel Torino, oppure erroneamente solo come Staccione Andrea, dal suo soprannome.
Eugenio Staccione insieme ad Alfredo Bodoira, Filippo Cavalli e Guglielmo Gabetto, è uno dei 4 soli giocatori ad aver vinto uno scudetto con entrambe le squadre torinesi.

## Carriera

### Torino
Nel 1921 venne portato nelle formazioni dei ragazzi del Torino F.C.  dal fratello Vittorio.  Grazie alle sue doti acrobatiche fu inserito nelle giovanili granata nel ruolo di portiere, dove già giocava il fratello maggiore Vittorio.
Nel 1924 vinse , appena quindicenne , con i Boys Granata,  la Coppa Canfari , quello che veniva considerato lo scudetto primavera dell'epoca.
Esordì nel massimo campionato italiano di calcio a Genova, diciassettenne, difendendo la porta del Torino contro la Sampierdarenese, il 20 marzo 1927, in concomitanza dell'ultima partita in granata del fratello Vittorio. 
Con 2 presenze partecipò alla vittoria del primo titolo nazionale del Torino, nella stagione 1926-1927 (poi revocato).

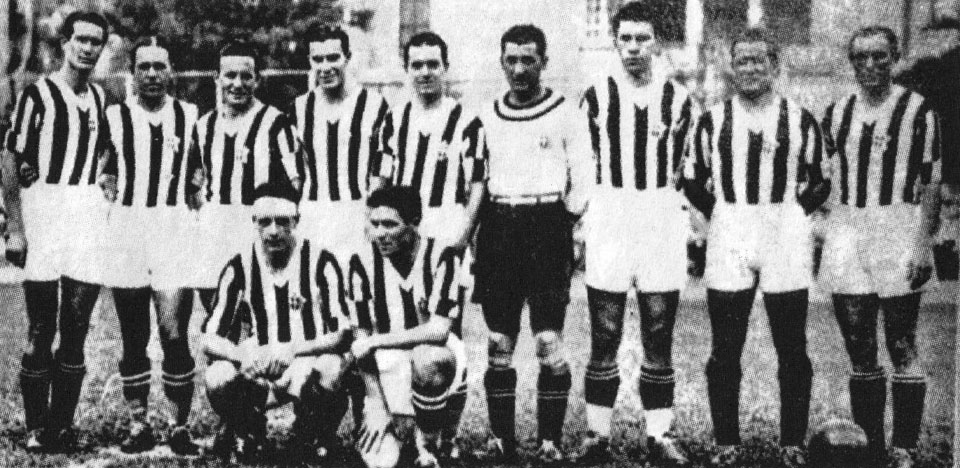
Staccione (in piedi, quarto da destra) nella Juventus del 1935-1936

### Astigiani e Casale
L'anno dopo, nel 1927/28, durante il servizio militare nel Genio Ferrovieri, fu ceduto in prestito prima alla squadra di Asti in Prima Divisione (Serie B) dove collezionò 18 presenza e l'anno successivo al Casale in Divisione Nazionale (Serie A) dove rimase nella stagione 1928/29, con altre 18 presenze da titolare, conquistando la 10ª posizione nel girone A della Divisione Nazionale.

### Torino
Rientrato ufficialmente nei ranghi della squadra granata, in Serie A , tornò a essere il secondo portiere alle spalle di Vincenzo Bosia, pur collezionando 12 presenze nelle 2 stagioni successive , 1929-1930 , dove il Torino si piazzò al 4º posto in serie A e 1930-1931 , con i granata in 7ª posizione in serie A.

### Messina
L'acquisto da parte del Torino di Giuseppe Maina, altro ottimo portiere , diminuì le sue possibilità di giocare, sicché Staccione venne ceduto al Messina, nel campionato di Prima Divisione (Serie C), dove con la squadra siciliana conquistò immediatamente la promozione in Serie B. 
Rimase con i giallorossi siciliani per tre stagioni nella serie cadetta , collezionando ben 64 presenze , nelle annate dal 1931/32 al 1933/34, risultando sempre tra i migliori elementi in campo.

### Juventus
Le ottime prestazioni di gioco in Sicilia lo fecero nuovamente notare a livello nazionale, infatti fu acquistato nell'estate del 1934 dalla Juventus.
Tornato a Torino, stavolta sponda bianconera, giocò come vice di Cesare Valinasso per tre stagioni, dal 1934-1935 al 1936-1937: 
come portiere di riserva non scese mai in campo, conquistando tuttavia nel 1934/35 il suo secondo titolo italiano personale, l'ultimo del Quinquennio d'oro bianconero.

### Aosta
Nelle successive tre stagioni, dal 1937-1938 al 1939-1940 terminò la sua carriera calcistica in Serie C con l'Aosta, con 32 presenze.

## Dopo il ritiro
Rimasto nell'ambiente calcistico torinese, pur lavorando come operaio alla FIAT Grandi Motori Navali di Torino, allenò la squadra del "Parco Sparta" di Torino per alcuni anni e,  immediatamente dopo la tragedia di Superga del 4 maggio 1949 , venne chiamato dall'allenatore del Torino, Mario Sperone, suo ex compagno di squadra negli anni '20, come rappresentante della società Granata, per ricevere i giocatori del River Plate in arrivo dall'Argentina per la partita amichevole contro il Torino Simbolo. Contribuì, negli anni successivi, alla ricostruzione dei quadri dirigenziali del Torino.

## Palmarès

### Club

#### Competizioni nazionali
- Campionato italiano: 1 (revocato)

Torino: 1926-1927
- Campionato italiano: 1

Juventus: 1934-1935